# Sun supreme
Sun supreme (1974) è il secondo album degli Ibis, il primo uscito per la Polydor.

## Tracce
Testi: Ric Parnell (Spyder) e Frank Laugelli (Rhodes); musica: Nico Di Palo, Maurizio Salvi
Lato A
1. Divine Mountain/Journey of Life (Swift River Rushing, Flowing)

Lato B
1. Divinity (Dedicated to Satguru Maharaji and His Followers)

## Formazione
- Nico Di Palo: chitarra e voce solista
- Maurizio Salvi: tastiere (pianoforte, Fender Rhodes, Clavinet Hohner, Hammond b3, Arp Synth, Moog, Clavicembalo, Eminent, Mellotron)
- Frank Laugelli: basso
- Ric Parnell: batteria e voce

Note aggiuntive
- Ibis - produzione